# Грозовой понедельник
«Грозовой понедельник» (англ. Stormy Monday) — кинофильм 1988 года в стиле неонуар, дебют режиссёра Майка Фиггиса.

## Сюжет
Действие фильма происходит в Ньюкасле — городе, переживающем экономический упадок, где людям отчаянно нужна работа. Молодой человек Брендан (Шон Бин) ищет работу в джаз-клубе («Key Club»), принадлежащем Финни (Стинг). Существует предположение, что Финни имеет прошлые связи с организованной преступностью, но пытается освободиться от них. В клубе появляются гангстеры, чтобы сделать Финни предложение о клубе, от которого «он не сможет отказаться», но Брендан подслушивает их и предупреждает Финни. В то же время Ньюкасл готовится к проведению визита группы американских инвесторов и надеется принять участие в грандиозном проекте регенерации. Кейт (Мелани Гриффит) — официантка, нанятая для обслуживания делегации. Кейт и Брендан встречаются и влюбляются друг в друга. Среди группы посещающих — Космо (Томми Ли Джонс), коррумпированный бизнесмен, который использовал Кейт как проститутку, чтобы обеспечить бизнес-сделки. Космо оказывает давление на Финни, поскольку клуб стоит на пути его планов на город и ведёт к возможному конфликту.

## Производство
Производство фильма было начато с низким бюджетом и финансировалось Channel 4 и British Screen. Однако фильм привлёк американское финансирование, и было предложено переснять фильм с американскими актерами, но в итоге Мелани Гриффит и Томми Ли Джонс согласились принять участие в фильме за более низкую плату, так как их карьеры были в то время в упадке. Фильм частично снимался в Ньюкасл-апон-Тайне (Великобритания), на родине исполняющего одну из главных ролей Стинга.

## Награды
«Грозовой понедельник» стал для М. Фиггиса первым полнометражным фильмом, где он проявил себя сразу в трёх ипостасях: режиссёр, сценарист и композитор. И это увенчалось успехом — Майк был номинирован на награду Европейской киноакадемии в категории «Лучший фильм молодого режиссёра» и получил приглашение в Голливуд.